# 성공시대 (1988년 영화)
"성공시대"는 대한민국의 영화이고, 1988년 6월에 개봉하였으며, 감독은 장선우이다.

## 시놉시스
히틀러를 존경하며 날마다 자신의 얼굴이 새겨진 지폐에 경례를 하는 것으로 하루의 일과를 시작하는 김판촉은 뜻하는 바가 있어서 (주)유미사에 입사한다. 이 과정에서 (주)유미사 면접에 참여하는데 면접 방식은 자신의 소지품을 면접관에게 판매하는 것이고 판매에 성공하면 채용된다. 김판촉은 주먹을 내밀며 주먹 안에 세상에서 가장 좋은 술이 있다며 판매를 시도했다. 이에 면접관들이 현금과 수표, 상품권 등 여러 잡다한 물건들을 내놓았다. 김판촉은 이 물품들을 모두 자신의 주머니에 쓸어 담으며 주먹을 펴 보였다. 주먹은 아무것도 없이 그냥 빈 주먹이었다. 그러면서 김판촉은 그 '술'의 이름을 상술이라 했다. 면접관들은 사기를 당했다면서 분통해하지만, 정당한 방법이든 사기이든 간에 어찌 되었든 물건을 판매하는 데에 성공했기 때문에 일단 합격 시켰다.
김판촉은 유미사에 입사한 이후 알게 된 술집여자인 성소비와 연애를 하면서 경쟁사인 (주) 감미사의 내부기밀을 빼내고 이를 이용하여 신제품을 계속 개발하여 승승장구를 하게 된다. 김판촉은 입사 일주일만에 실장(부장급)까지 승진했다. 그러나 김판촉은 성소비가 더 이상 쓸모가 없다고 판단하자 성소비와 결별한다. 
(주) 감미사에서 컴퓨터 칲을 내장한 '컴퓨미'라는 조미료를 개발해내자 김판촉은 당황하기 시작하고 성소비를 찾아가 도움을 요청하지만 성소비는 이미 컴퓨미의 CF모델이 되었고 그 정도로 김판촉에게서 철저하게 돌아섰기 때문에 김판촉에게 거짓정보를 제공한다. 결국 김판촉은 강원도에 있는 듣도 보도 못한 시골 깡촌의 지서장으로 좌천되었지만 그의 야망은 아직 남아있어서 어떻게든 재기해보려고 발버둥친다. 김판촉은 들판에서 몸부림치다가 우연히 입에 눈(雪)이 들어갔는데 그 눈(雪)맛을 보더니 '자연의 맛'이라는 아이디어를 생각해 냈고 이 아이디어로 신상품을 개발하기 위해 본사에 찾아갔으나 본사에서는 한물 간 사람 취급을 받으며 추방 당했다. 이 과정에서 자신이 직위해제 당한 자리에 실장으로 부임한 유학파 신 실장이 김판촉의 논리를 개소리 취급하자 김판촉은 신 실장에게 쓰레기통을 던졌다. 하지만 김판촉은 신 실장이 부른 경비원들에 의해 본사 건물에서 쫓겨났다. 결국 김판촉은 자신의 임지로 복귀하기 위해 자가용을 운전하다가 망상에 빠지게 되고 이 망상으로 인해 운전에 집중하지 못하게 되어 낭떠러지에서 떨어져 자동차 사고로 사망했다.

## 출연

### 주인공
- 안성기 (아역 : 이효) - (주) 유미사 사원 김판촉
- 이혜영 - 술집여자 성소비

### 주변 인물
- 최봉 - 구 이사
- 정부미 - (주) 유미사 말단사원 육 계장
- 김은숙 - 미스 김
- 정진 - 회장
- 한태일 - 오 과장
- 문창길 - 미스터 정
- 임명성 - 미스터 한

### 그 외 인물
- 김기범 - 천 실장
- 나한일 - 신 실장
- 정해남 - 사장 아들
- 신충식 - 아버지
- 문창근 - 모델 사원
- 노사강 - 면접관
- 박용팔 - 역술가
- 정성모 - 면접생 1
- 김진위 - 면접생 2
- 전지선 - 면집생 3
- 여균동 - 정력 사원
- 박인수 - 직원 1
- 조현준 - 직원 2
- 장병조 - 직원 3
- 허일성 - 직원 4
- 김충웅 - 비서
- 김영섭 - 대리점 꼬마
- 김경란 - 주부 1
- 박예숙 - 주부 2
- 이안나 - CF모델
- 김명희 - CF모델
- 김미연 - CM가수
- 김유진 - 운전수
- 김지은 - 여자
- 김우각 - 바텐더
- 조한진 - 보디가드 1
- 장정욱 - 보기가드 2
- 김나운 - 여직원 1
- 김완진 - 여직원 2
- 유은경 - 여직원 3
- 정현진 - 여직원 4
- 나성은 - 엘리베이터 걸
- 황춘수 - 제비족 대표
- 김효열 - 치어걸
- 민복기 - 치어걸
- 장정님 - 치어걸
- 전명자 - 치어걸
- 이은경 - 요정여자
- 최가영 - 요정여자
- 신정우 - 요정여자
- 공상숙 - 요정여자
- 노혜정 - 요정여자
- 김미정 - 요정여자
- 박원국 - 스턴트맨

## 제작진
- 감독/각본 : 장선우
- 조감독 : 임종재
- 연출부 : 정병각, 김경식, 전지선
- 스크립터 : 주진숙
- 촬영 : 유영길
- 촬영부 : 김명수, 김성복, 장상일, 김형구
- 조명 : 김진도
- 조명부 : 임춘행, 이장근, 남정우
- 스틸 : 윤진호, 윤동실
- 기획 : 이춘연
- 제작 : 황기성, 박용빈
- 제작담당 : 황경성
- 녹음 : 김경일
- 효과 : 양대호
- 음악 : 이종구
- 미술 : 박재주
- 소품 : 이태우
- 특수효과 : 김철석
- 편집 : 김현
- 세트 : 조융삼
- 분장 : 노일실
- 의상 : 전두호
- 무술감독 : 김백수
- 현상 : 영화진흥공사
- 미술진행 : 박재수, 정남종, 백동규, 이정우
- 소품보 : 김석범